# (23156) 2000 DM3
2000 دي أم 3 (ويعرف أيضًا باسم (23156) 2000 دي أم 3 وفق تسمية الكوكب الصغير) (بالإنجليزية: 2000 DM3)‏ هو كويكب ضمن حزام الكويكبات؛ وترتيبه 23156 من حيث الاكتشاف.
اكتُشف هذا الجُرم الفلكي بواسطة كورادو كورليفيتش في 28 فبراير 2000.

## وصلات خارجية
- (23156) 2000 DM3 في قاعدة بيانات مختبر الدفع النفاث لأجرام النظام الشمسي الصغيرة

- الاكتشاف · مخطط المدار ·  العناصر المدارية · المعلمات المادية

- (23156) 2000 DM3 على موقع ويكي سكاي: DSS2, SDSS, GALEX, IRAS, Hydrogen α, X-Ray, Astrophoto, Sky Map, Articles and images